# ترتی سکندز تو مارس (آلبوم)
«ترتی سکندز تو مارس» (به انگلیسی: 30 Seconds to Mars) آلبومی از ترتی سکندز تو مارس است که در ۲۷ اوت ۲۰۰۲ منتشر شد.